# Søren Nissen
Søren Nissen (* 14. Dezember 1984 in Kopenhagen) ist ein Radrennfahrer, der im Laufe seiner Karriere erst für Dänemark und dann für Luxemburg fuhr und in mehreren Disziplinen aktiv war.

## Sportlicher Werdegang
Søren Nissen begann seine Karriere im Straßenradsport 2006 bei dem Luxemburger Team Differdange-Apiflo Vacances. In seiner ersten Saison gewann er die dritte Etappe der Slowakei-Rundfahrt, wo er auch den vierten Platz in der Gesamtwertung belegte. 2007 konnte Nissen das Eintagesrennen Grand Prix Demy-Cars für sich entscheiden. Ab 2008 fuhr er für das italienische Continental Team Amore & Vita-McDonald’s. 
In den 2010er Jahren widmete er sich verstärkt dem Mountainbikesport. Er gewann mehrere Rennen der UCI-Mountainbike-Marathon-Serie, darunter 2014 bis 2016 dreimal das belgische Roc d’Ardenne bei Houffalize. 2015 war er dänischer Meister im Mountainbike-Marathon.
2017 nahm Nissen unter der Flagge Luxemburgs, wo er seit 2006 gewohnt hatte, an den Spielen der kleinen Staaten von Europa teil und gewann dort die Goldmedaille im Mountainbikerennen. Offiziell erfolgte sein Nationalitätswechsel aber erst 2018. Er gewann sogleich die Luxemburgischen Cyclocross-Meisterschaften sowie in den folgenden Jahren mehrere Landesmeistertitel im Mountainbikesport.

## Erfolge

### Straße
2006
eine Etappe Slowakei-Rundfahrt

### Mountainbike
2015
 Dänischer Meister – Marathon XCM
2017
 Spiele der kleinen Staaten von Europa – Cross-Country XCO
2018
 Luxemburgischer Meister – Cross-Country XCO, Marathon XCM
2018
 Luxemburgischer Meister – Cross-Country XCO, Marathon XCM
2020
 Luxemburgischer Meister – Cross-Country XCO
2022
 Luxemburgischer Meister – Cross-Country XCO, Marathon XCM

### Cyclocross
2018
 Luxemburgischer Meister

## Teams
- 2006 Differdange-Apiflo Vacances
- 2007 Differdange-Apiflo Vacances
- 2008 Amore & Vita-McDonald’s
- 2009 Amore & Vita-McDonald’s
- 2010 Stenca Trading
- 2012 Elettroveneta-Corratec (MTB)
- 2013 Elettroveneta-Corratec (MTB)